# Aeroportul La Môle – Saint-Tropez
Aeroportul La Môle – Saint-Tropez (IATA: LTT, ICAO: LFTZ) este un aeroport din La Môle, Cantonul Saint-Tropez, Arondismentul Draguignan, Var, Provența-Alpi-Coasta de Azur, Franța metropolitană, Franța ce deservește zona Saint-Tropez. Aeroportul a fost tranzitat în 2022 de 9.699 de pasageri. A fost numit după zona deservită.
Situat la o altitudine de 18 m, aeroportul dispune de o singură pistă.